# Station Høng
Station Høng is een treinstation in Høng, Denemarken. Het station is geopend op 30 april 1898 en wordt bediend door treinen van de lijnen Slagelse - Værslev en Høng - Tølløse.